# Eben am Achensee
Eben am Achensee ist eine Gemeinde mit 3518 Einwohnern (Stand 1. Jänner 2024) im Bezirk Schwaz in Tirol (Österreich). Die Gemeinde liegt im Gerichtsbezirk Schwaz.

## Geografie
Die Gemeinde liegt im Achental und teilweise am Ufer des Achensees (oberhalb des Unterinntals) und ist flächenmäßig die größte Gemeinde im Bezirk Schwaz. Die Gemeinde besteht aus dem Hauptort Maurach sowie den Ortschaften Bächental, Hinterriß und Pertisau.

### Gemeindegliederung
Das Gemeindegebiet umfasst folgende vier Ortschaften (Einwohner Stand 1. Jänner 2024):
- Bächental (0)
- Hinterriß (8)
- Maurach (2770)
- Pertisau (740)

### Nachbargemeinden
|      | Lenggries                                   | Achenkirch                      |
| Vomp | Kompassrose, die auf Nachbargemeinden zeigt | Steinberg am Rofan Münster (KU) |
|      | Jenbach                                     | Wiesing                         |

## Geschichte
Die erste urkundliche Erwähnung von ca. 1140 betrifft eine angebliche Schenkung des Gebiets um den Achensee – lacus et locus, qui Emmaus appellatur („See und Gegend, die Emmaus genannt wird“) – durch die Herren von Schlitters an die Abtei St. Georgenberg-Fiecht. Spätere Lehnsherren waren die Herren von Rottenburg und das Kloster Frauenchiemsee. 1313 erscheinen Maurach und Eben in den Steuerlisten der Rottenburger als eigene Ortsgemeinden. Aus diesen entwickelte sich Maurach-Eben als Verwaltungseinheit.
Der Name Emmaus war ein biblischer Name, der für kirchliche Urkunden benutzt wurde. Im 13. Jh. verschwand er und Ebene (so erstmals 1263) wurde verwendet. Die Eben war ein Flurname (ca. 1400: auf der Eben) und wurde später für die gesamte Gemeinde benutzt.
Unter dem Regenten Sigmund von Tirol wurde der Achensee im 15. Jahrhundert habsburgisch (bis 1918).
Kirchengeschichtlich gehörte Eben zur Pfarrei Münster. Seit 1313 befindet sich das Grab der Volksheiligen Notburga von Rattenberg in Eben. Die Ortskirche, 1474 Kaplanei, 1516 Kuratie und seit 1891 eigene Pfarrei, ist der Hl. Notburga geweiht, und seit 2004 gibt es ein Notburga-Museum.
Der Fremdenverkehr setzte Mitte des 19. Jahrhunderts ein. Bekannt wurde die Gegend durch die literarischen Werke von Adolf Pichler sowie Hermann von Gilm zu Rosenegg.

## Bevölkerungsentwicklung
| Eben am Achensee: Einwohnerzahlen von 1869 bis 2024 | Eben am Achensee: Einwohnerzahlen von 1869 bis 2024 | Eben am Achensee: Einwohnerzahlen von 1869 bis 2024 | Eben am Achensee: Einwohnerzahlen von 1869 bis 2024 | Eben am Achensee: Einwohnerzahlen von 1869 bis 2024 |
| --------------------------------------------------- | --------------------------------------------------- | --------------------------------------------------- | --------------------------------------------------- | --------------------------------------------------- |
| Jahr                                                |                                                     |                                                     |                                                     | Einwohner                                           |
| 1869                                                | 1869                                                |                                                     | 451                                                 | 451                                                 |
| 1880                                                | 1880                                                |                                                     | 458                                                 | 458                                                 |
| 1890                                                | 1890                                                |                                                     | 474                                                 | 474                                                 |
| 1900                                                | 1900                                                |                                                     | 507                                                 | 507                                                 |
| 1910                                                | 1910                                                |                                                     | 612                                                 | 612                                                 |
| 1923                                                | 1923                                                |                                                     | 701                                                 | 701                                                 |
| 1934                                                | 1934                                                |                                                     | 769                                                 | 769                                                 |
| 1939                                                | 1939                                                |                                                     | 1.107                                               | 1.107                                               |
| 1951                                                | 1951                                                |                                                     | 1.169                                               | 1.169                                               |
| 1961                                                | 1961                                                |                                                     | 1.172                                               | 1.172                                               |
| 1971                                                | 1971                                                |                                                     | 1.559                                               | 1.559                                               |
| 1981                                                | 1981                                                |                                                     | 1.752                                               | 1.752                                               |
| 1991                                                | 1991                                                |                                                     | 2.241                                               | 2.241                                               |
| 2001                                                | 2001                                                |                                                     | 2.651                                               | 2.651                                               |
| 2011                                                | 2011                                                |                                                     | 2.800                                               | 2.800                                               |
| 2021                                                | 2021                                                |                                                     | 3.366                                               | 3.366                                               |
| 2024                                                | 2024                                                |                                                     | 3.518                                               | 3.518                                               |
| Quelle(n): Statistik Austria, Gebietsstand 1.1.2021 |                                                     |                                                     |                                                     |                                                     |

## Kultur und Sehenswürdigkeiten

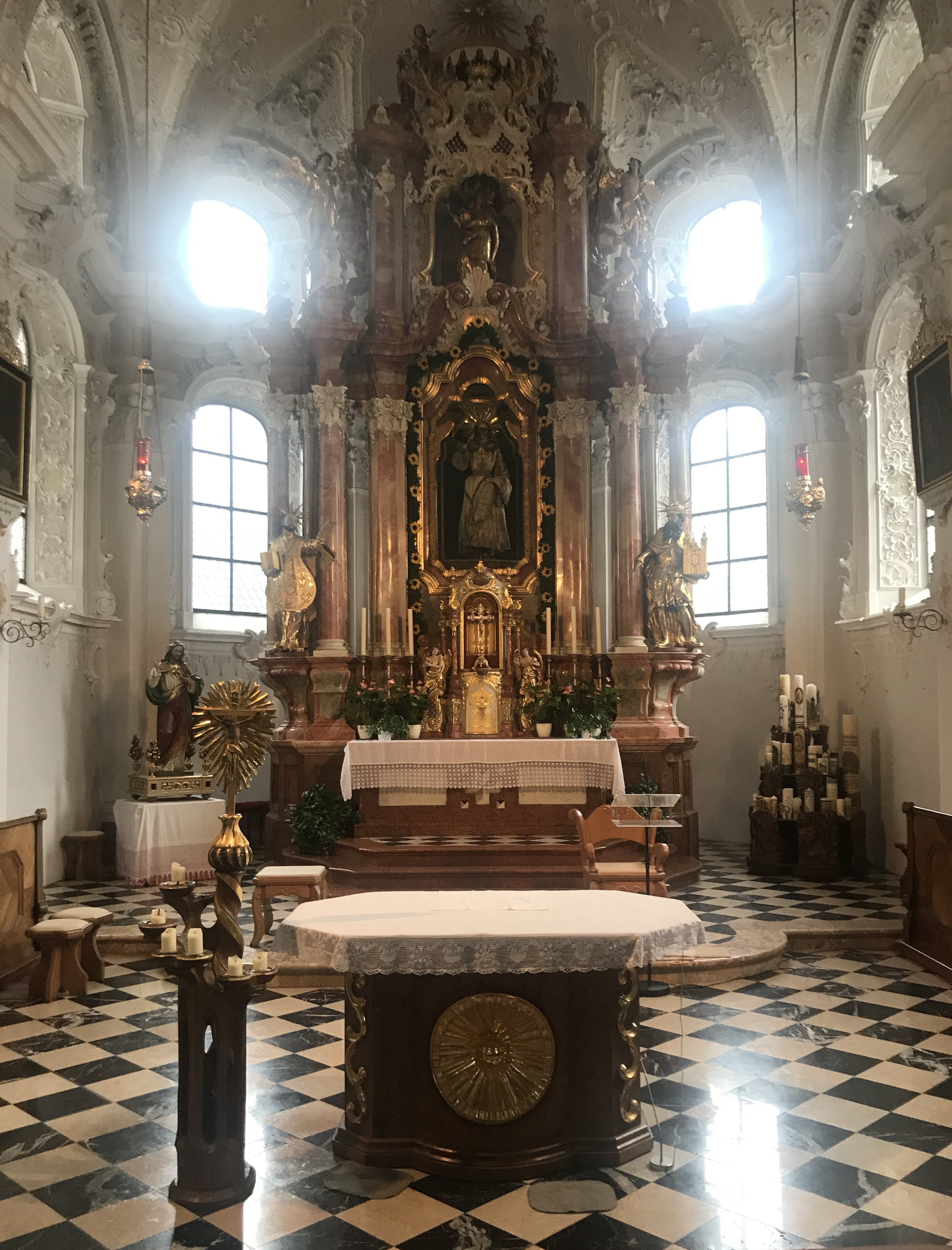
Hochaltar mit Reliquiar der Notburga

- Katholische Pfarrkirche Eben am Achensee und Wallfahrtskirche zur Heiligen Notburga: Die Kirche mit spätgotischem Chor und Nordturm (16. Jahrhundert) steht auf den Grundmauern eines romanischen Vorläufers etwas außerhalb des Ortszentrums. Von 1736 bis 1738 baute der Schwazer Architekt Jakob Singer ein barockes Langhaus an. Auch das Innere ist barockisiert. Die Deckenfresken von Christoph Anton Mayr (1899 restauriert), umgeben von Stuckaturen, zeigen Szenen aus dem Leben der Lokalheiligen, u. a. das charakteristische Sichelwunder. Die Gebeine der Heiligen Notburga werden in einem Glasschrein am Hochaltar aufbewahrt.[3]
- Katholische Pfarrkirche Pertisau Hll. Dreifaltigkeit
- Notburga-Museum im ehemaligen Widum

## Wirtschaft und Infrastruktur

### Tourismus
Eben ist heute stark touristisch geprägt und hatte von 2012 bis 2019 jährlich über eine Million Nächtigungen, die sich auf die Sommer- und Wintersaison verteilten.
Neben dem Achenseegebiet im Sommer spielen dabei vor allem die Skigebiete Rofan und Zwölferkopf eine Rolle.
Seit Sommer 2018 gibt es in Eben am Achensee direkt am See und der Achensee Bundesstraße gelegen ein Freizeitzentrum namens „Atoll Achensee“. In diesem befindet sich neben einer Tourismusauskunft ein Hallenbad, eine Sauna, ein Fitnessstudio sowie ein Restaurant und eine Liegewiese mit Zugang zum Achensee.

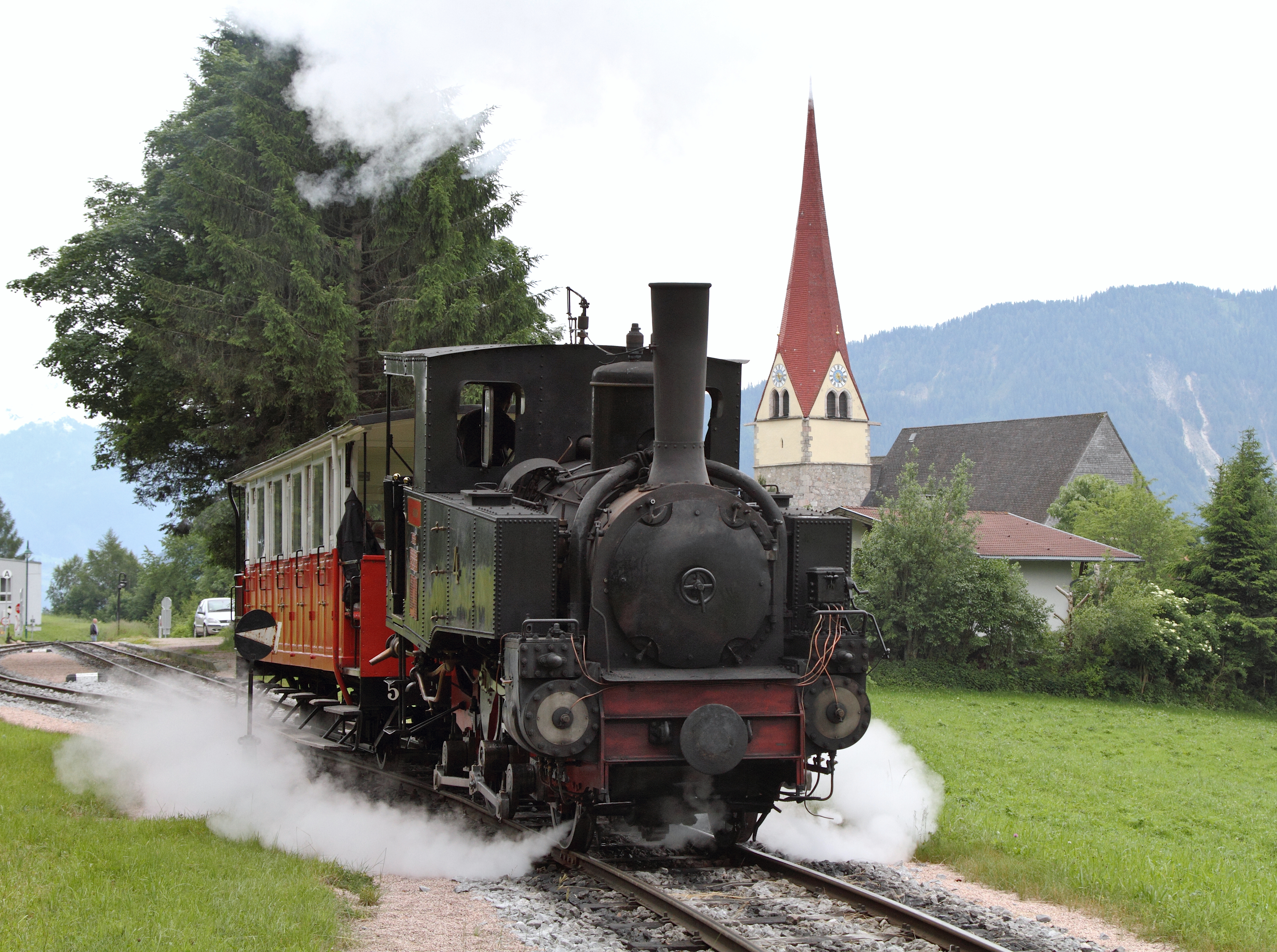
Achenseebahn in Eben am Achensee

### Verkehr
Eben am Achensee ist seit dem Mittelalter über das Inntal erreichbar. Von Bayern im Norden führte im 12. Jahrhundert ein Saumpfad vom Achenpass durch das Achental nach Maurach-Eben. Der See wurde mit Flößen befahren, die vom Seeufer aus von Pferden gezogen wurden.
Der erste Dampfer St. Joseph fuhr 1887 über den See. Der touristische Sommer-Schiffsverkehr auf dem Achensee wurde seither stetig ausgebaut zwischen Pertisau, der Gaisalm, dem Achenseebad und Achenkirch am Nordende sowie dem Haus Seespitz (ehemaliger Gasthof), Buchau  und Maurach am Südende.
1889 wurde die Achenseebahn zwischen Jenbach und dem Haus Seespitz eröffnet, die ursprünglich auch gewerblichen Zwecken diente; heute fährt die Bahn mit Dampflokomotiven nur noch in den Sommermonaten als Touristikbahn mit den Haltestellen Burgeck, Eben, Maurach und Seespitz.
Eben am Achensee ist heute über die Achenseestraße (B181) von Wiesing im Inntal erreichbar. In Wiesing befindet sich eine Anschlussstelle an die Inntal Autobahn (A12) Richtung Kufstein und Innsbruck, an die Tiroler Straße (B171) ebenfalls Richtung Innsbruck und Kufstein und an die Zillertalstraße (B169) in Richtung Mayrhofen im Zillertal.
Auf der Trasse des alten Saumpfads gibt es seit 1955 von Jenbach her eine asphaltierte Straße (Jenbacher Straße L7).
Eben am Achensee ist mit öffentlichen Verkehrsmitteln gut erreichbar: Vom Bahnhof Jenbach verkehren tagsüber  stündlich Busse der Zillertalbahn nach Maurach und weiter nach Pertisau, Achenkirch und Tegernsee.

## Politik

### Gemeinderat
Der Gemeinderat besteht aus 15 Mandataren.
| Partei                                                     | 2022  | 2022    | 2016  | 2016    | 2010  | 2010    |
| Partei                                                     | %     | Mandate | %     | Mandate | %     | Mandate |
| ---------------------------------------------------------- | ----- | ------- | ----- | ------- | ----- | ------- |
| Unparteiische Namensliste – Bürgermeister Josef Hausberger |       |         | 63,73 | 10      | 61,32 | 10      |
| Unparteiische Namensliste – Armin Gruber – U.NL            | 41,11 | 6       |       |         |       |         |
| Unabhängige Bürgerliste Eben                               | 12,06 | 2       | 18,17 | 3       | 15,18 | 2       |
| Team Martin Harb Eben am Achensee                          | 35,50 | 6       |       |         |       |         |
| Freie Liste Eben                                           | 06,19 | 1       |       |         |       |         |
| Menschen Freiheit Grundrechte                              | 05,13 | 0       |       |         |       |         |
| Tiroler Volkspartei Eben am Achensee                       |       |         | 18,10 | 2       | 19,60 | 3       |
| Freiheitliche u. Parteifreie Liste Achensee                |       |         |       |         | 3,89  | 0       |

### Bürgermeister
- 1999–2022 Josef Hausberger
- seit 2022 Martin Harb[8]

### Wappen
|  | Blasonierung: In einer schwarzen, von blauen Feldern begleiteten aufrechten Spitze ein silbernes Notburga-Kandele. Begründung: Das Notburga-Kandele erinnert an die hl. Notburga, die in der Wallfahrtskirche zu Eben verehrt wird. Die schwarze Spitze und die blauen Felder weisen auf die Bergumrahmung dieser Gemeinde und den Achensee hin. |

Das Gemeindewappen wurde von der Tiroler Landesregierung am 6. Juli 1972 verliehen.

## Persönlichkeiten
- Notburga von Rattenberg (um 1265–1313), Heilige
- Harold Reitterer (1902–1987), Maler
- Helmut Michael Berger (1925–2013), Maler, Grafiker und Restaurator, geboren in Pertisau
- Ricarda Haaser (* 1993), Schirennläuferin
- Raphael Haaser (* 1997), Schirennläufer